# N-methylmorfoline-N-oxide
N-methylmorfoline-N-oxide of 4-methylmorfolineoxide (afgekort tot NMO of NMMO) is een heterocyclische verbinding met als brutoformule C5H11NO2. De stof komt voor als kleurloze tot lichtgele kristallen, die mengbaar zijn met water. Naast de watervrije verbinding bestaat ook een monohydraat. De structuur van N-methylmorfoline-N-oxide is afgeleid van 4-methylmorfoline.

## Synthese
N-methylmorfoline-N-oxide kan worden bereid door de oxidatie van 4-methylmorfoline met waterstofperoxide, bij een temperatuur van 75°C.
{\displaystyle {\ce {(C4H8O)N(CH3)\ +\ H2O2\ ->[{\ce {75^{o}C}}]\ (C4H8O)N(O)(CH3)\ +\ H2O}}}

## Eigenschappen en toepassingen

### Co-oxidator
N-methylmorfoline-N-oxide behoort tot de stofklasse der amineoxiden en wordt als zodanig in de organische synthese gebruikt als co-oxidator bij de oxidatie van alkenen tot vicinale alcoholen met behulp van osmium(VIII)oxide, bij de oxidatie van alcoholen tot carbonylverbindingen met TPAP, bij de Sharpless-dihydroxylering en bij de Upjohn-dihydroxylering. Deze oxidatiereacties maken allen gebruik van dure edelmetalen (osmium of ruthenium) als oxidatoren, waardoor het niet gewenst is deze in stoichiometrische hoeveelheden te gebruiken. Daarom worden deze reagentia slechts in katalytische hoeveelheden (typisch 0,1 mol% of zelfs minder) gebruikt en wordt N-methylmorfoline-N-oxide in stoichiometrische hoeveelheden toegevoegd om het metaal op die manier door oxidatie te regenereren.
De oxidatie van onderstaand alkeen wordt bijvoorbeeld uitgevoerd met 0,06 equivalenten osmium(VIII)oxide en een lichte overmaat N-methylmorfoline-N-oxide (1,2 equivalenten):

### Oplosmiddel
Het monohydraat wordt bij verhitting boven het smeltpunt vloeibaar en wordt in die hoedanigheid toegepast als oplosmiddel voor cellulose bij de productie van cellulosevezels (lyocell).